# Akira Suzuki
Akira Suzuki (鈴木章?) (Mukawa, Hokkaidō, 12 de septiembre de 1930) es un químico japonés. Suzuki recibió en 2010 junto con Richard Heck y Ei-ichi Negishi el Premio Nobel de Química.

## Vida
Suzuki nació el 12 de septiembre de 1930 en Mukawa, Hokkaidō. Estudió en la Universidad de Hokkaidō y después de recibir su doctorado, trabajó allí como profesor asistente. Desde 1963 hasta 1965, Suzuki trabajó como postdoctorado con Herbert Charles Brown en la Universidad Purdue y después de regresar a la Universidad de Hokkaidō se convirtió en profesor de tiempo completo allí. Con su retiro de la Universidad de Hokkaidō en 1994 asumió diversos cargos en otras universidades: de 1994 a 1995 en la Universidad de Ciencias de Okayama y de 1995 a 2002 en la Universidad de Ciencias y Artes de Kurashiki. Se le concedió el Premio Nobel de Química 2010, conjuntamente con Richard Heck y Eiichi Negishi.
Para celebrar el Año Internacional de la Química (IYC 2011), Suzuki fue entrevistada por la revista del Correo de la UNESCO, dijo:

"Hoy algunas personas ven la química como una industria contaminante, pero eso es un error ... Sin ella, la productividad disminuiría y no podríamos disfrutar de la vida que conocemos hoy. Si hay contaminación, es porque estamos liberación de sustancias nocivas. Obviamente, tenemos que adaptar los regímenes de tratamiento y gestión y trabajar para desarrollar sustancias químicas y procesos de fabricación que respeten el medio ambiente ".

Suzuki no obtuvo una patente sobre la tecnología de reacción de Suzuki porque cree que la investigación fue respaldada por fondos del gobierno, por lo que la tecnología de acoplamiento se ha generalizado y muchos productos que usan esta tecnología se han puesto en práctica. Hasta la fecha, hay más de 6.000 documentos y patentes relacionados con la reacción de Suzuki.

## Premios
- 1986 - Premio a la cátedra Weissberger-Williams[3]
- 1987 - Premio de la Sociedad Química Coreana
- 1989 - Premio de la Sociedad Química de Japón
- 1995 - Premio lectio de DowElanco
- 2000 - Premio a la conferencia H. C. Brown
- 2003 - Premio de la Academia de Japón
- 2009 - Medalla de oro Paul Karrer
- 2009 - Miembro especial de la Royal Society of Chemistry (RSC)
- 2010 - Premio Nobel de Química
- 2010 - Orden de la cultura
- 2010 - Persona de mérito cultural
- 2011 - Miembro de la Academia de Japón
- 2012 - Becas Honorarias de RSC[4]
- 2016 - Cátedra Honoraria de la Cátedra, Universidad Nacional de Cheng Kung[5]